# Portrait équestre de Ferdinand VII
Le Portrait équestre de Ferdinand VII (1808) est une huile sur toile de Francisco de Goya conservée à l’Académie royale des beaux-arts Saint-Ferdinand à Madrid. Elle fut peinte peu avant que le roi d’Espagne ne quitta son pays chassé par Joseph Bonaparte.

## Contexte
Goya reçut en 1808 une commande de la part de l’Académie royale des beaux-arts Saint-Ferdinand, peu après que Ferdinand accédât au pouvoir. Le peintre demanda que le roi posât au naturel, ce qui ne put être fait que durant deux sessions totalisant trois quarts d’heure. En effet, Ferdinand VII fut alors chassé d’Espagne par Joseph Bonaparte, et ne put revenir qu’à l’issue de la guerre d’indépendance espagnole en 1814, date à laquelle il put voir ce portrait.
Une ébauche de ce portrait est exposée au musée des beaux-arts d’Agen.

## Analyse
Le roi est représenté à cheval, dans un paysage nuageux, rappelant celui de Charles Quint à cheval à Mühlberg. Il est vêtu d’un uniforme de capitaine général, avec un pantalon jaune, des bottes d’équitation, un bicorne, et le bâton de commandement. Il porte plusieurs décorations, dont celles de l’ordre de Charles III d'Espagne.